# Arielli
Arielli is een gemeente in de Italiaanse provincie Chieti (regio Abruzzen) en telt 1196 inwoners (31-12-2004). De oppervlakte bedraagt 11,5 km², de bevolkingsdichtheid is 114 inwoners per km².
De volgende frazioni maken deel uit van de gemeente: Villa Carloni, San Romano, Colle Martino, Fonte delle Chiavi, Pescarese, Contrada Valle.

## Demografie
Arielli telt ongeveer 441 huishoudens. Het aantal inwoners daalde in de periode 1991-2001 met 1,2% volgens cijfers uit de tienjaarlijkse volkstellingen van ISTAT.
| Jaar | Inwoneraantal |
| ---- | ------------- |
| 1991 | 1265          |
| 2001 | 1250          |

## Geografie
De gemeente ligt op ongeveer 300 m boven zeeniveau. Arielli grenst aan de volgende gemeenten: Canosa Sannita, Crecchio, Orsogna, Poggiofiorito.